# 圣公会圣雅各堂 (纽约市)
圣公会圣雅各堂（St. James' Episcopal Church）是一座圣公会教堂，位于纽约市曼哈顿上东城的麦迪逊大道与71街转角。
圣公会圣雅各堂创建于1810年5月，当时是一座夏季礼拜堂，供在当时的纽约北郊拥有乡村别墅者使用。现在的教堂建于1885年，罗曼复兴风格。该堂已经成长为纽约市最大的圣公会之一。除了崇拜仪式以外，还有儿童聚会、年轻家庭聚会、青少年聚会和年轻成年人聚会，以及音乐崇拜和社区服务等。

## 参考

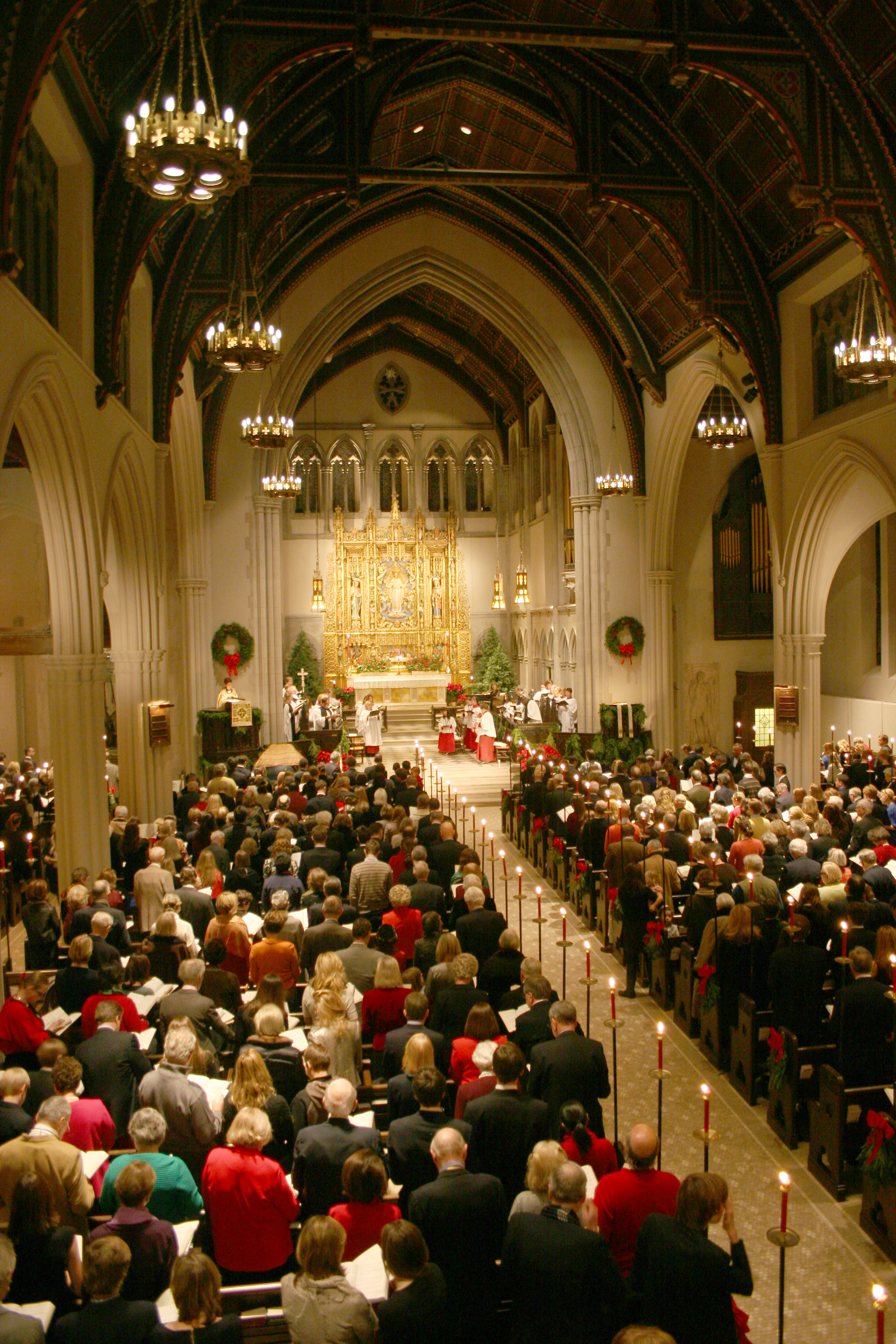
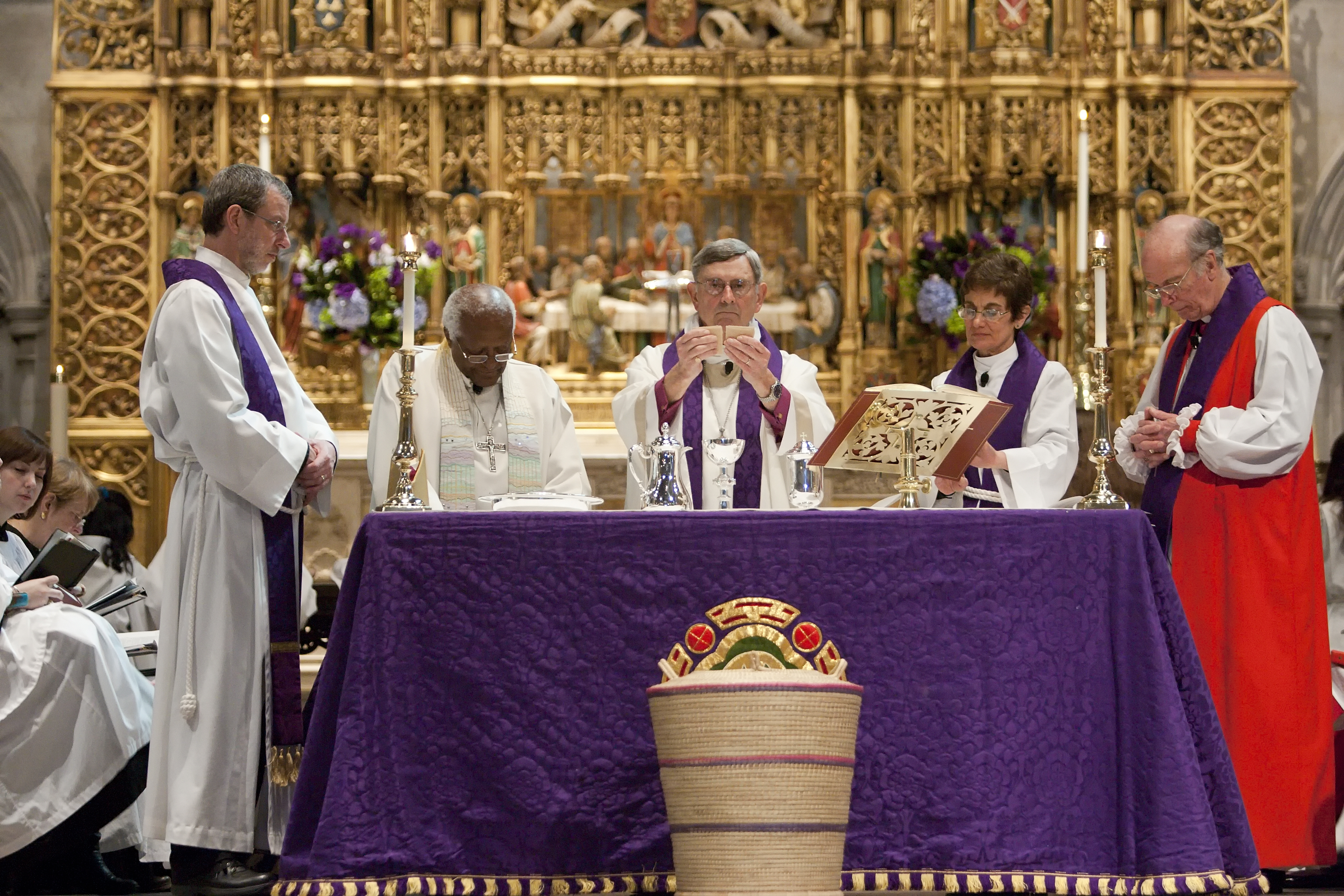
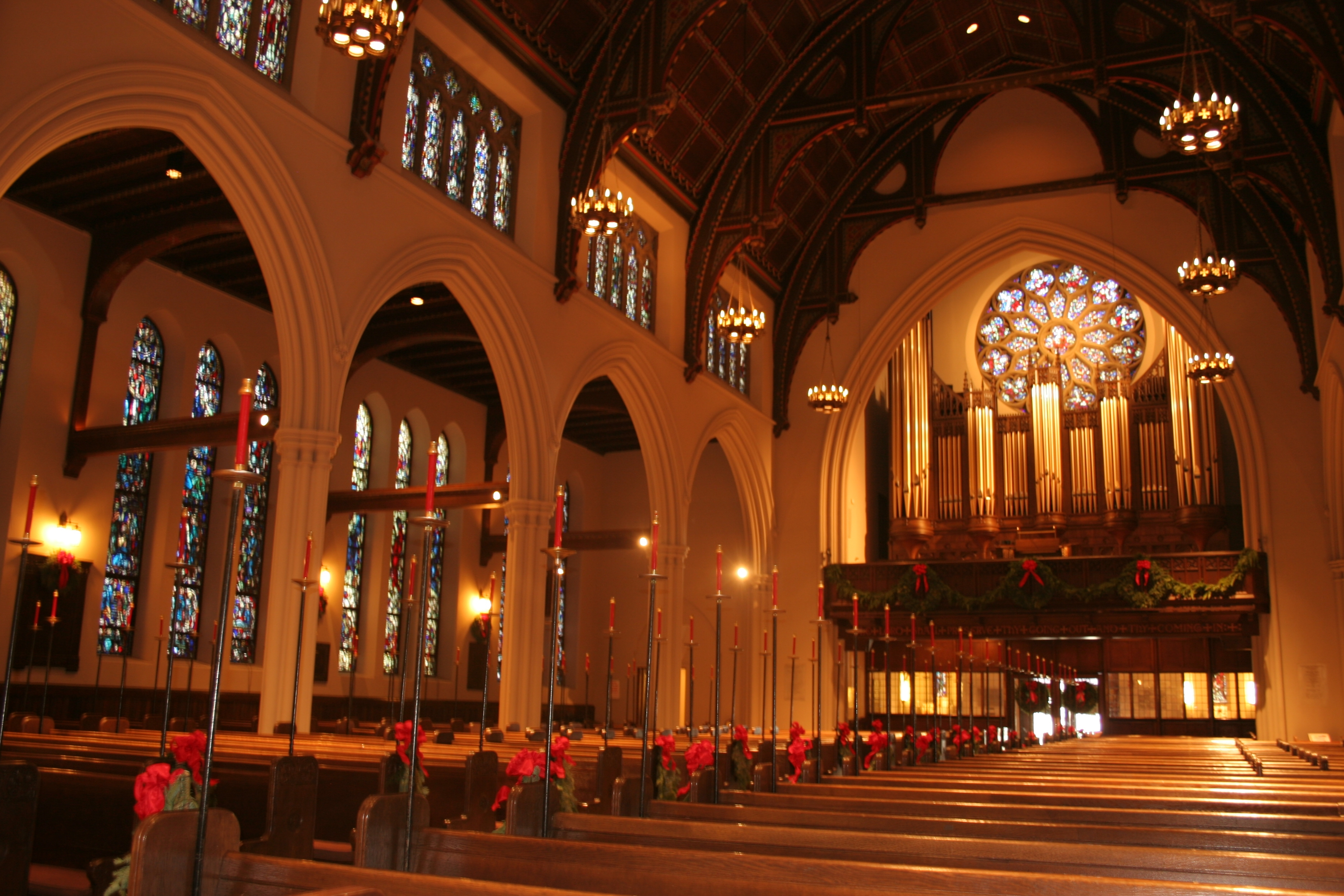
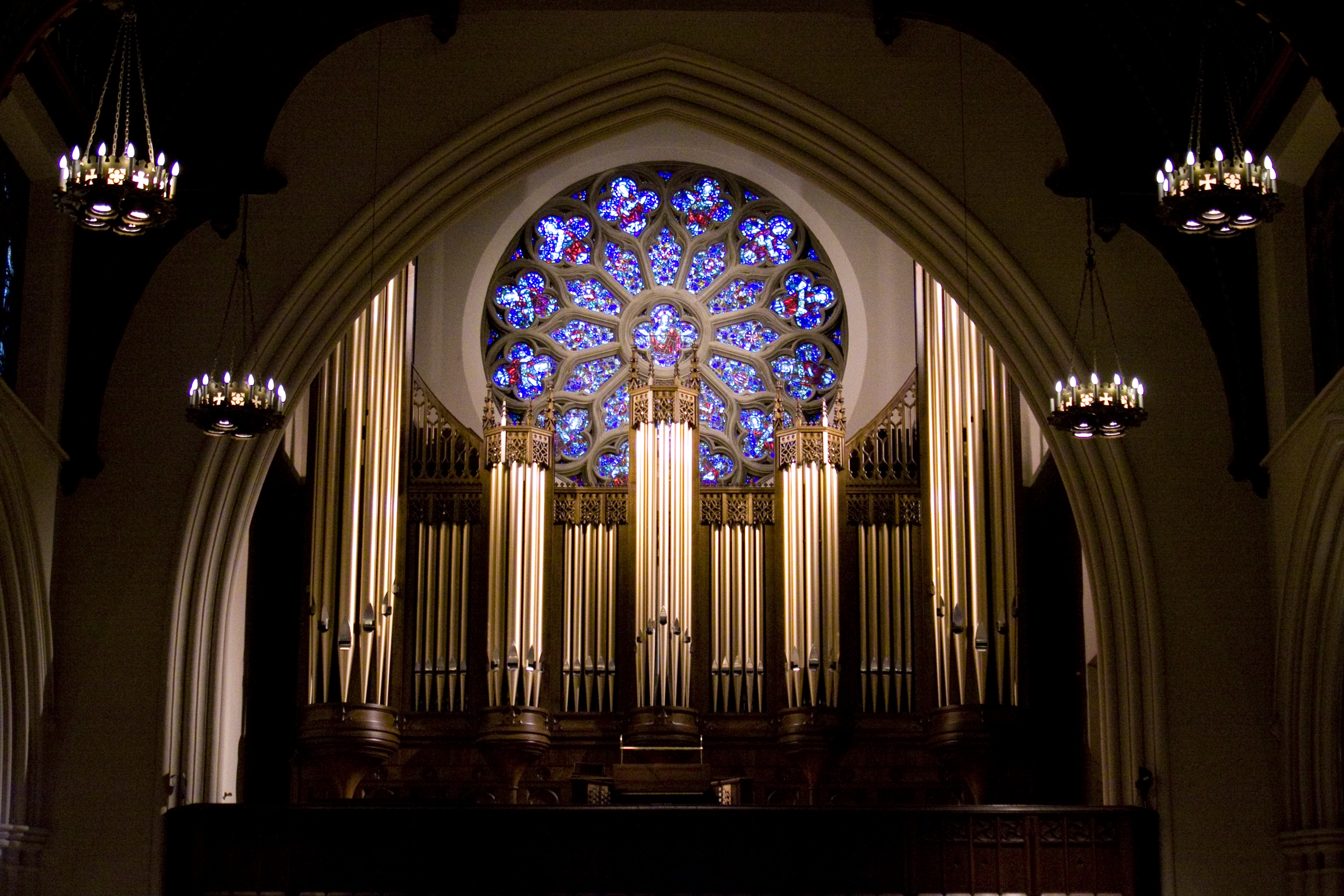
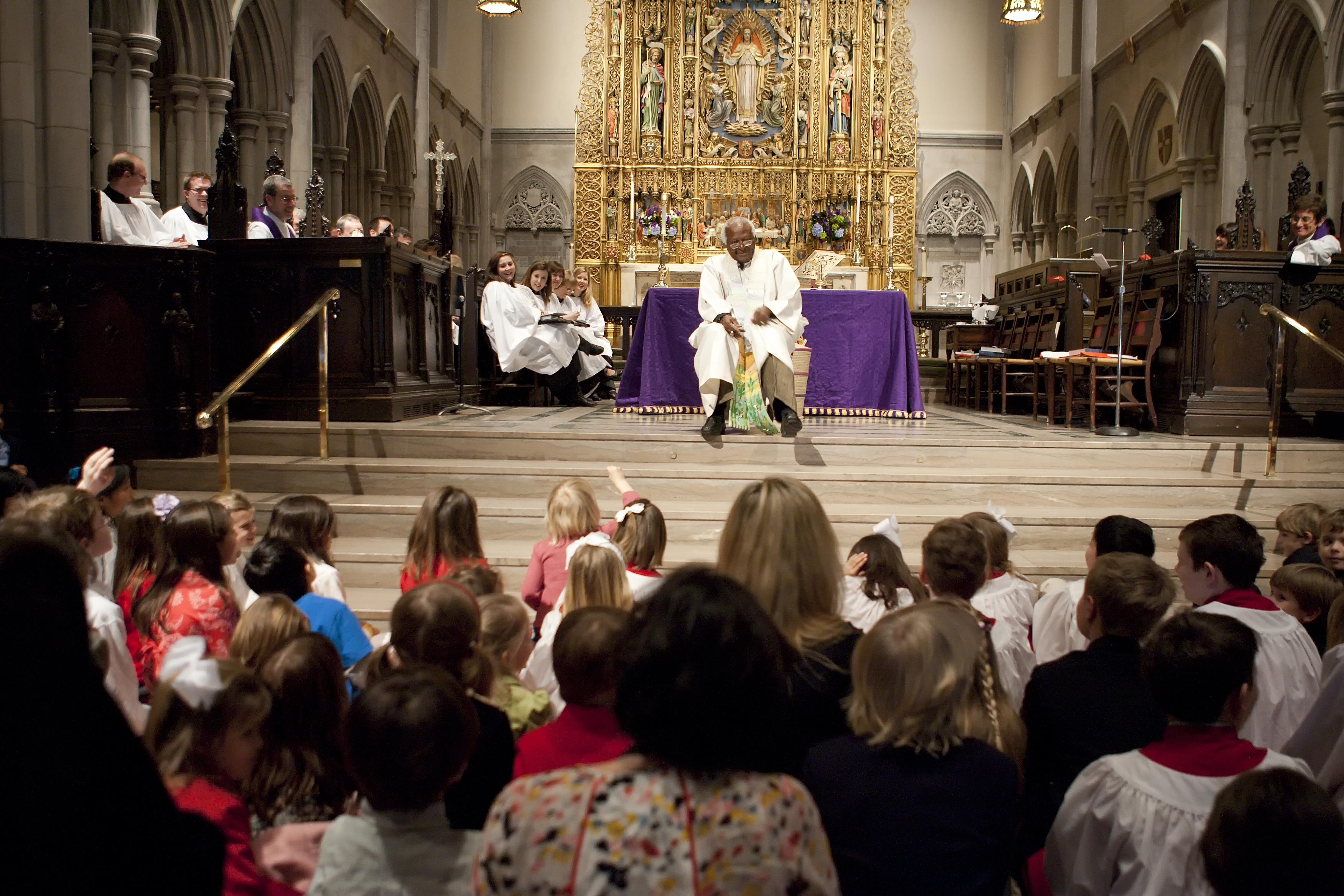